# Mithraculus ruber
Mithraculus ruber är en kräftdjursart som beskrevs av William Stimpson 1871. Mithraculus ruber ingår i släktet Mithraculus och familjen Mithracidae. Inga underarter finns listade i Catalogue of Life.